# Kanonik
Kanonik je krščanski duhovnik, ki ga škof imenuje za svojega svetovalca.
Kanonik je tujka, ki je na Slovenskem v uporabi od 16. stoletja.  Prevzeta je po zgledu iz nemške besede Kanonikus, Kanoniker oziroma iz italijanske canonico, ki pa je izpeljana iz latinske besede canōn v pomenu  pravilo oziroma v cerkvenolatinskem pomenu verska pravila, cerkveno pravo. Izhodiščni pomen je torej izvedenec za cerkveno (kanonsko) pravo.